# Vitis choii
Vitis choii är en vinväxtart som beskrevs av Hatusima. Vitis choii ingår i släktet vinsläktet, och familjen vinväxter. Inga underarter finns listade i Catalogue of Life.